# Papilbraamroest
De papilbraamroest (Phragmidium bulbosum) is een roestschimmel in de familie Phragmidiaceae. Hij komt voor op verschillende soorten braam.

## Kenmerken
Herkenning is lastig doordat een combinatie van kenmerken van diverse stadia de meeste zekerheid levert, terwijl deze stadia niet gelijktijdig optreden.
De 25–30 μm grote spermogonia ontstaan in kleine groepen onder de cuticula aan de bovenzijde van aangetaste bladeren. De oranje, ronde aecia zitten op de achterkant van het blad en zijn tot 1 mm in diameter. Ze hebben parafysen. De  bolvormige tot breed ellipsvormige aeciosporen zijn 17-21 μm in diameter. De kleurloze, 1,5-2 μm dikke wand is spaarzaam bezet met platte wratten, die een diameter tot 3 μm hebben.
De gele uredinia zitten op de achterkant van het blad en hebben gebogen, cilindrische, 40-60 × 8-13 μm grote parafysen. De omgekeerd eivormige tot ellipsvormige urediniosporen zijn hyaliene en hebben stekels die 1 tot 2 µm uiteen staan. De sporenmaat is 19–24 × 16–18 μm. Ze hebben 2-5 kiemporen. De zwarte telia bevatten meercellige (4 tot 7 cellen) teliosporen, waarbij meer dan 5-cellige sporen regelmatig voorkomen. Op de top van de teliospore zit een tot 13 (–19) µm lange en 5-7 µm brede spits (apiculus). De teliosporen meten zonder de spits:
- 4-cellige teliosporen: (59-) 65-68 (-71) × (30-) 32-35 (-37) µm
- 5-cellige teliosporen: (73–) 78–83 (–89) × (32–) 35 (–37) µm
- 6-cellige teliosporen: (86–) 91–98 (–104) × (32–) 34–35 (–37) µm
- 7-cellige teliosporen: (98–) 104 (–111) × (32–) 33–34 (–36) µm

## Verspreiding
De schimmel komt voor in Europa en Noord-Amerika. In Nederland komt papilbraamroest vrij zeldzaam voor. Hij is niet bedreigd en staat niet op de rode lijst.

## Waardplanten
Deze soort komt voor op:
- Rubus caesius (Dauwbraam)
- Rubus egregius
- Rubus fruticosus (Gewone braam)
- Rubus grabowskii
- Rubus gracilis
- Rubus gratus
- Rubus hirtus
- Rubus montanus
- Rubus nessensis
- Rubus plicatus (Geplooide stokbraam)
- Rubus pyramidalis
- Rubus questieri
- Rubus radula
- Rubus sanctus
- Rubus sprengelii
- Rubus sulcatus
- Rubus ulmifolius
- Rubus gliviciensis
- Rubus gothicus
- Rubus orthostachys.

## Foto's

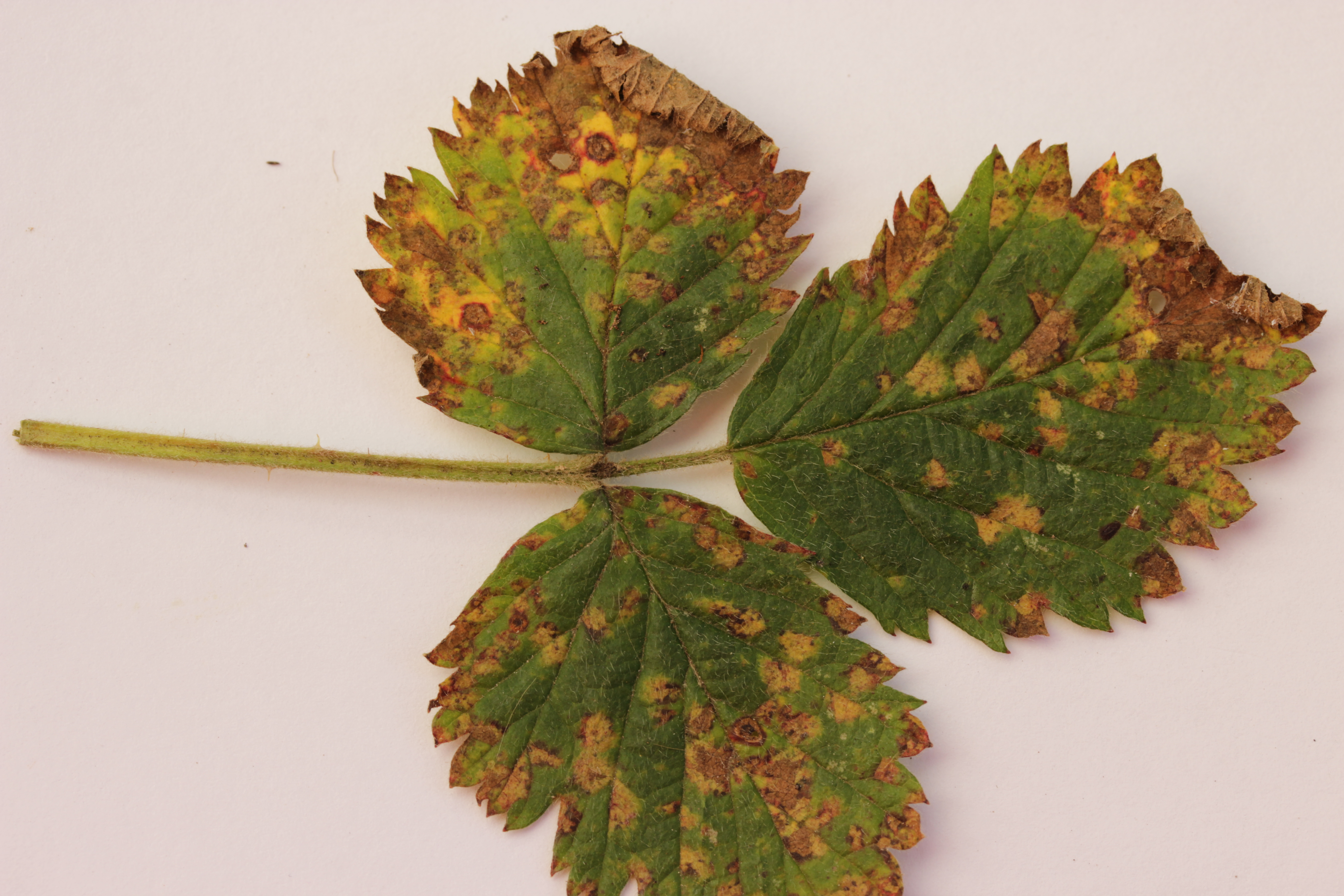
Voorkant blad
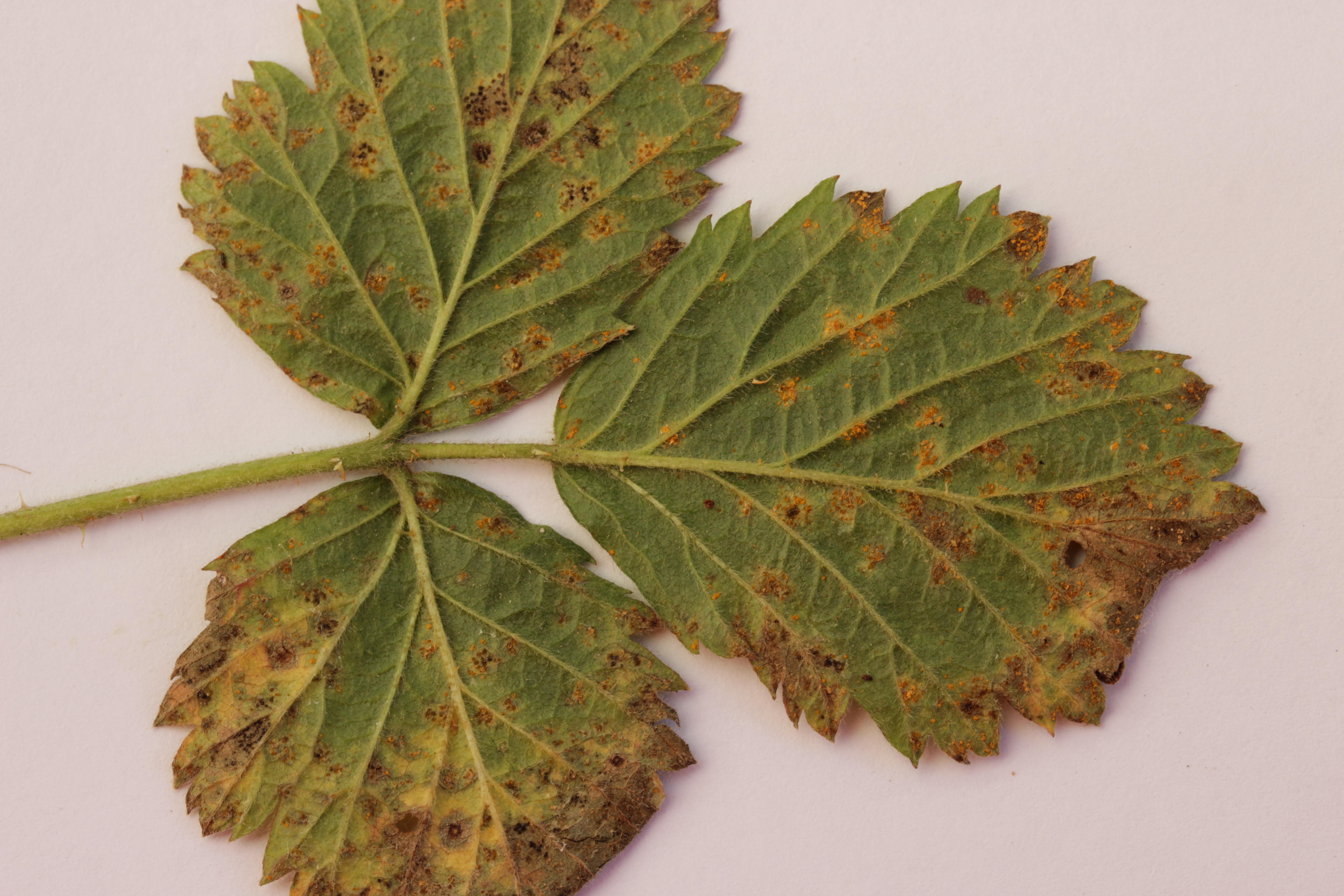
Achterkant blad
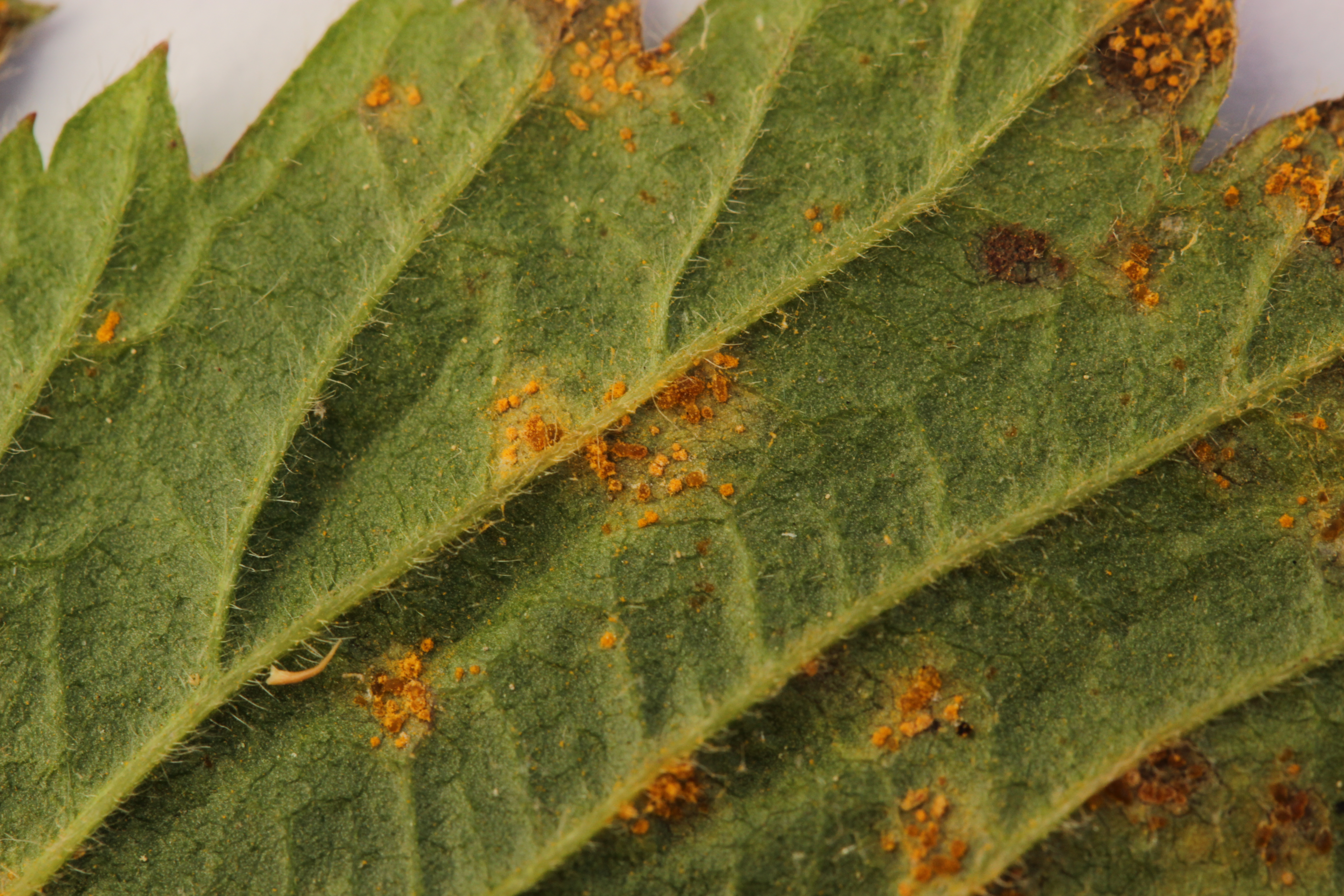
Aecia
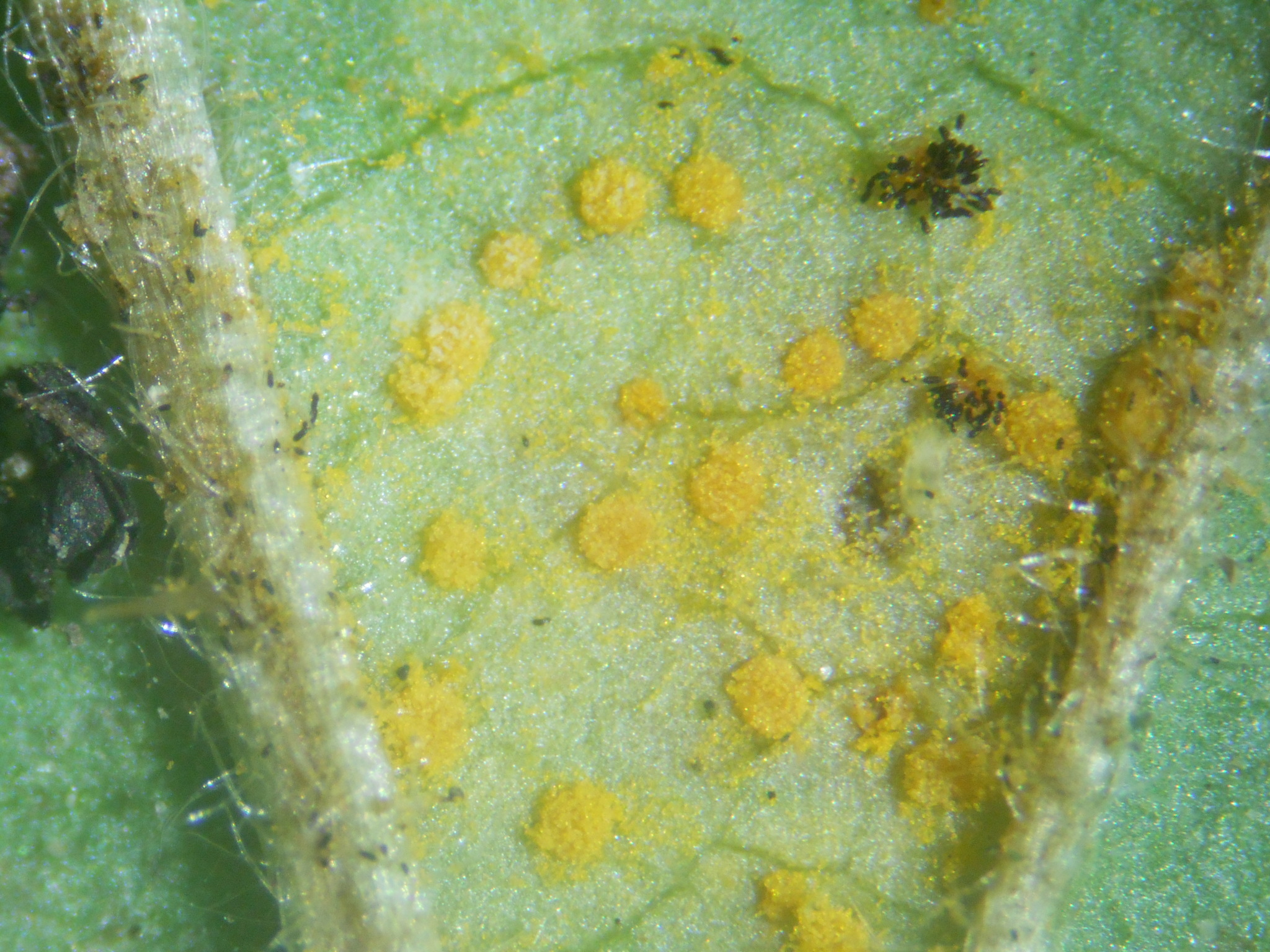
Uredinia en enkele telia
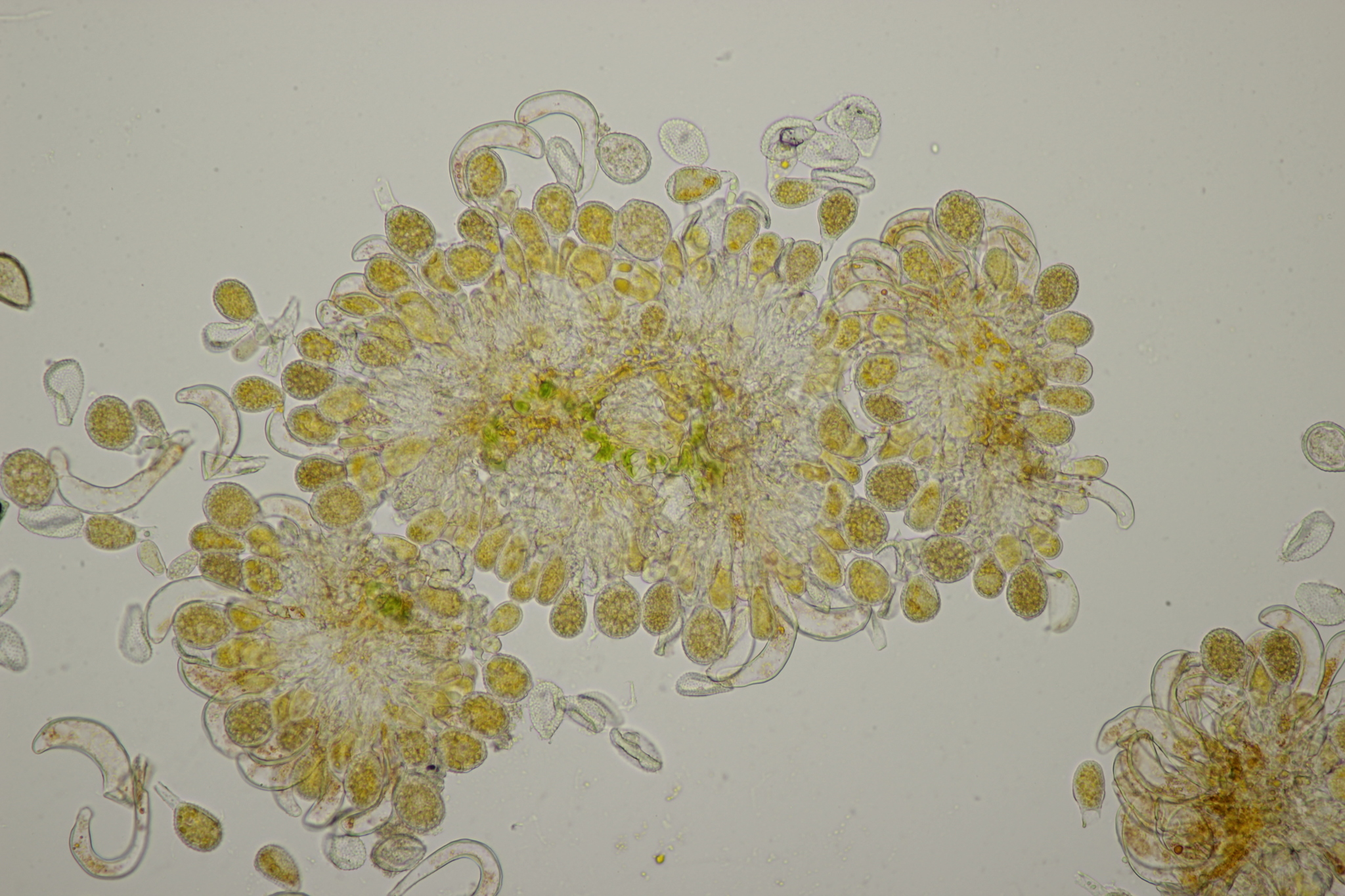
Uredinia
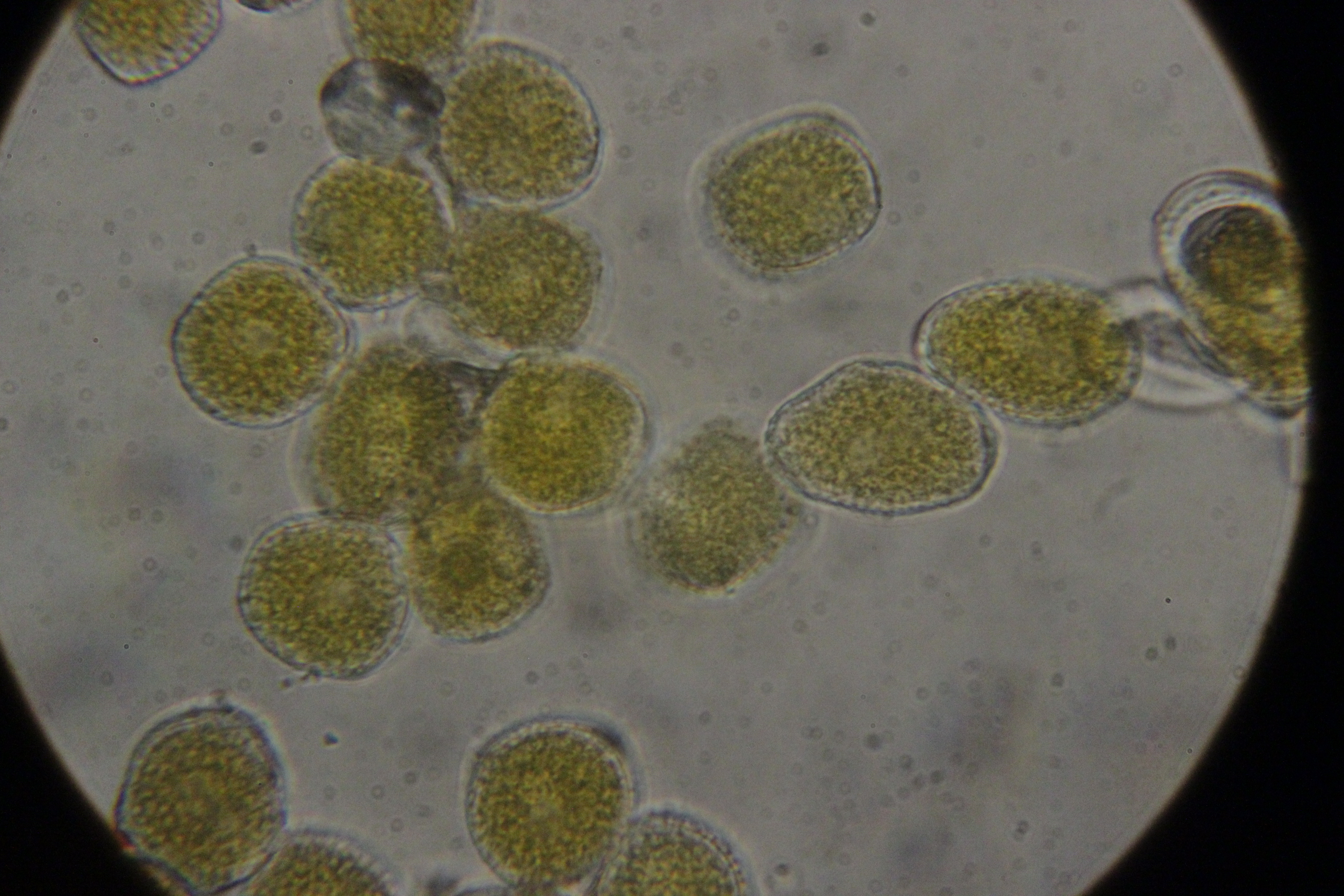
Urediniosporen
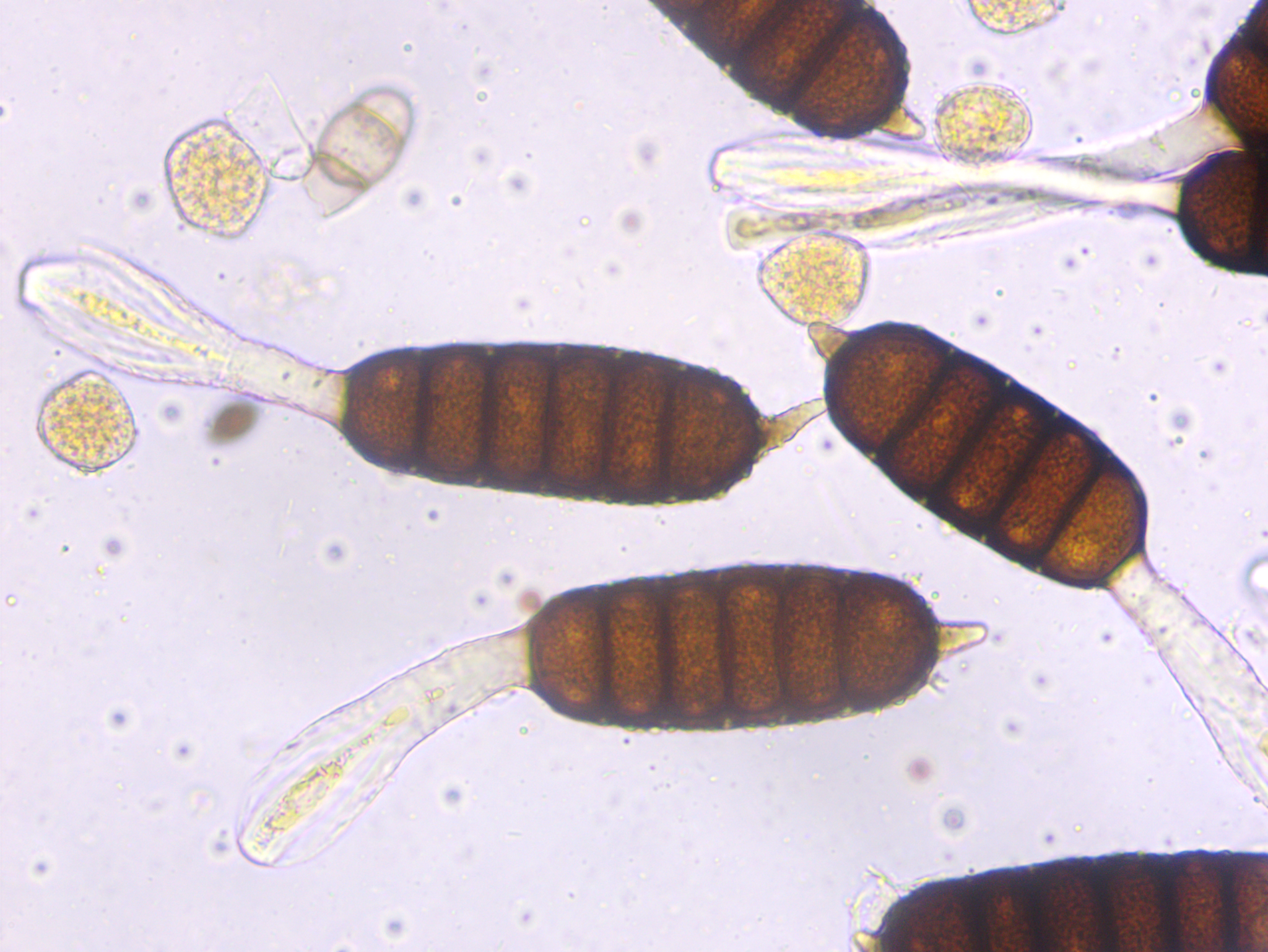
Teliosporen